# 피스트 파이트
피스트 파이트(Fist Fight)는 미국에서 제작된 리치 킨 감독의 2017년 코미디 영화이다. 아이스 큐브 등이 주연으로 출연하였고 댄 코엔 등이 제작에 참여하였다.

## 출연

### 주연
- 아이스 큐브
- 찰리 데이
- 트레이시 모건
- 질리언 벨

### 조연
- 크리스티나 헨드릭스
- 조안나 가르시아
- 데니스 헤이스버트
- 딘 노리스
- 쿠마일 난지아니
- 스테프니 위어
- 맥스 카버
- 킴 휘틀리
- 찰리 카버
- 마이클 비슬리
- 인드라 쿠마르
- 오스틴 자주르

## 제작진
- 책임프로듀서: 브루스 버그만
- 책임프로듀서: 스티븐 므누친
- 책임프로듀서: 토비 에머리치
- 총괄프로듀서: 마티 P. 에윙
- 미술: 크리스 콘웰
- 의상: 데니즈 윈게이트